# Federació Catalana d'Escacs
La Federació Catalana d'Escacs (FCE) és una federació esportiva catalana fundada el 2 d'agost de 1925, dedicada a la promoció, la gestió i la coordinació de la pràctica de l'esport dels escacs. Forma part de la Unió de Federacions Esportives de Catalunya.
La Federació està integrada bàsicament per associacions o clubs esportius, agrupacions esportives i altres entitats sense ànim de lucre, i per esportistes, tècnics i àrbitres. La seva finalitat és impulsar i dirigir l'activitat esportiva dels escacs a Catalunya, i desenvolupar els escacs en els seus aspectes esportius, educatius i pedagògics.
Des de l'any 1925 fins al 1929 va ser membre de la Federació Internacional d'Escacs (FIDE) fins que va ser substituïda per la Federació Espanyola.
La FCE publica el Butlletí d'Escacs des del 1976, íntegrament en llengua catalana i del qual en Jordi Puig i Laborda en va ser el primer director.
Des del 1978, un dia a l'any organitza la Festa Catalana dels Escacs juntament amb un club amfitrió. Un dia a l'any hi són convidats tots els clubs d'escacs catalans. La jornada hi inclou el Campionat de Catalunya per equips d'escacs ràpids i un dinar de germanor on s'entreguen els guardons i reconeixements de la temporada als clubs o persones.
La Federació Catalana d'Escacs compta amb 250 clubs d'escacs i 7.200 llicències federatives, dels quals 2.100 són menors de 16 anys i el 10% femenins. Alguns dels jugadors més distingits són: Miguel Illescas, Marc Narciso, Josep Manuel López, Alfonso Romero, Orestes Rodríguez, Josep Oms, Òscar de la Riva, Lluis Comas i Jordi Magem.

## Competicions
La Federació Catalana d'Escacs organitza diferents competicions d'escacs de caràcter federat a Catalunya.
- Lliga Catalana d'Escacs
- Campionat de Catalunya d'escacs
- Copa Catalana d'Escacs
- Campionat de Catalunya per equips d'escacs ràpids
- Circuit Català d'Oberts Internacionals d'Escacs
- Campionat de Catalunya d'Escacs per Edats
- Campionat de Catalunya d'Escacs Actius d'Edats
- Magistral d'escacs Ciutat de Barcelona
- Campionat de Catalunya d'Escacs Juvenil. Es va jugar regularment 50 edicions entre els anys 1962 i 2011. A partir del 2012, va passar a ser el Campionat de Catalunya d'Escacs per Edats.[7]
- Campionat de Catalunya d'escacs de veterans
- Campionat de Catalunya d'Escacs per Edats

## Petició d'ingrés a la FIDE
El maig de 2013, la Federació Catalana va demanar formalment el seu ingrés a la FIDE, el qual fou denegat en tant que els estatuts de la Federació Internacional estableixen que per a ser-ne membre cal ser federació d'un país reconegut pel COI.

## Festa Catalana dels Escacs[calcitació]
| Edició  | Any  | Lloc de celebració                |
| ------- | ---- | --------------------------------- |
| XLII    | 2019 | Balaguer[9]                       |
| XLI     | 2018 | Barcelona                         |
| XL      | 2017 | Salou                             |
| XXXIX   | 2016 | Mollet del Vallès                 |
| XXXVIII | 2015 | Santa Pau                         |
| XXXVII  | 2014 | Calaf                             |
| XXXVI   | 2013 | Sant Adrià de Besòs[10]           |
| XXXV    | 2012 | Ponts[11]                         |
| XXXIV   | 2011 | Cornellà de Llobregat             |
| XXXIII  | 2010 | Cambrils                          |
| XXXII   | 2009 | Sabadell                          |
| XXXI    | 2008 | Terrassa                          |
| XXX     | 2007 | Torroella de Montgrí - L'Estartit |
| XXIX    | 2006 | Mollet del Vallès                 |
| XXVIII  | 2005 | Sitges                            |
| XXVII   | 2004 | Igualada                          |
| XXVI    | 2003 | Montcada i Reixac                 |
| XXV     | 2002 | Santpedor                         |
| XXIV    | 2001 | Barcelona                         |
| XXIII   | 2000 | Sant Esteve Sesrovires            |
| XXII    | 1999 | Rubí                              |
| XXI     | 1998 | Santa Perpètua de Mogoda          |
| XX      | 1997 | Granollers                        |
| XIX     | 1996 | Sabadell                          |
| XVIII   | 1995 | Montcada i Reixac                 |
| XVII    | 1994 | Caldes de Montbui                 |
| XVI     | 1993 | Mataró                            |
| XV      | 1992 | Igualada                          |
| XIV     | 1991 | Piera                             |
| XIII    | 1990 | Manresa                           |
| XII     | 1989 | Premià de Mar                     |
| XI      | 1988 | Barcelona                         |
| X       | 1987 | La Roca del Vallès                |
| IX      | 1986 | Martorell                         |
| VIII    | 1985 | Andorra                           |
| VII     | 1984 | Terrassa                          |
| VI      | 1983 | Vilanova i la Geltrú              |
| V       | 1982 | Castellar del Vallès              |
| IV      | 1981 | Barcelona                         |
| III     | 1980 | Lleida                            |
| II      | 1979 | Reus                              |
| I       | 1978 | Llagostera                        |

## Llista de presidents[calcitació]

### Esteve Puig i Puig
Jugador, dirigent, organitzador i problemista d'escacs, va ser el primer president quan aquesta es va fundar el 2 d'agost de 1925, però només va ocupar el càrrec durant dos mesos, ja que el 2 d'octubre del mateix any va dimitir.

### Joan Bertran i Casals(1925)
Escaquista sorgit de la Penya del Cafè de la Sala Imperio, que organitzava partides d'escacs al principi dels anys deu, i soci fundador i president del Club d'Escacs Barcelona, va accedir a la presidència el 2 d'octubre de 1925 i la va ocupar fins al mes de maig de 1926. Com a president del Club d'Escacs Barcelona, havia estat un dels impulsors de la fundació de la Federació Catalana, que va aconseguir afiliar a la Federació Internacional (FIDE), ja que encara no existia l'Espanyola, i va ser el creador de nombroses competicions i torneigs.

### Ferran Casasayas i Cortada (1925-1926)
Soci fundador del Club Escacs Barcelona l'any 1921, va presidir la federació entre els mesos de maig i octubre de 1926. El 1936 va tornar a la federació com a vicepresident i responsable de la Comissió Esportiva de la junta directiva presidida per Carles Farsac, càrrec que va ocupar fins que va cessar l'activitat federativa a finals de 1938 a conseqüència de la Guerra Civil. Va ser un home polifacètic, ja que va ser soci del Centre Excursionista de Catalunya, vocal del Badalona Lawn Tennis Club en l'època que aquest club el presidia Pompeu Fabra, i jugador, dirigent i àrbitre d'escacs en nombrosos campionats i torneigs.

### Gonçal Cuevas i Llàtzer (1926)
Jugador i dirigent sorgit del ja desaparegut Club Ruy López de Barcelona, del qual va ser president, va presidir la federació d'octubre de 1926 i el mes de març de 1928. Durant el seu mandat, tres escaquistes de la Federació Catalana (Marín, Vilardebó i Soler) van participar en el Torneig Internacional de Londres l'any 1927 i van visitar Barcelona diversos Grans Mestres Internacionals com el txec Richard Reti i el rus Aleksandr Alekhine, que en aquell moment era campió del món, per jugar unes partides simultànies al Cafè Novetats i a l'Iris Park respectivament. Va presidir el Club Ruy López en dues etapes: sota aquest mateix nom a mitjan anys 20, i ja en la dècada dels anys 30 com a Club Ruy López-Tívoli després de fusionar-se amb el Club Tívoli.

### Pelegrí Alviñà i Torrent (1926-1928)
Iniciat com a jugador d'escacs en el Cafè de l'Esquerra de l'Eixample, on tenia la seva seu social el Club Steinitz, va ser elegit president el 8 de març de 1928 i va ocupar el càrrec fins a l'11 de maig de 1929. El seu mandat va ser molt mogut perquè després del Torneig Internacional de la Haia de 1928 la Federació Internacional va donar de baixa la Federació Catalana i va admetre en el seu lloc l'Espanyola. Les relacions amb l'Espanyola tampoc no van ser bones, ja que aquesta va donar-la també de baixa quan va canviar el seu nom pel de Federació Catalana d'Aficionats als Escacs. Això va provocar que l'Espanyola creés la Federació Escaquista Catalano-Balear, a la qual es van afiliar cinc importants clubs catalans, encapçalats pel Condal i el Tívoli.

### Raimon Vives i Gironès(1928-1929)
President també de la Federació Catalana de Billar, va presidir la Federació Catalana d'Escacs entre els mesos de maig i novembre de 1929, i malgrat que havia sorgit de l'àmbit del billar, coneixia molt bé el món dels escacs i els seus dirigents perquè el Club Billar Barcelona compartia seu amb el Club Escacs Barcelona al Cafè Novetats. Durant el seu mandat es va disputar, entre el 26 de setembre i l'11 d'octubre de 1929, el Torneig Internacional de l'Exposició Universal de Barcelona a Montjuïc, al qual van participar jugadors de primer nivell mundial i que va guanyar l'excampió del món cubà José Raúl Capablanca.

### Esteve Llobet i Giralt (1929-1931)
President del Club d'escacs Ruy López, va ocupar el càrrec del 1929 al 1931. Durant la seva presidència es van afiliar nous clubs de fora de la ciutat de Barcelona, es va posar en marxa el butlletí de la federació, que en una primera època es va publicar fins a l'inici de la Guerra Civil el 1936, i es van organitzar competicions que van tenir molta repercussió com l'encontre telefònic Madrid-Barcelona.

### Orestes Llorens i Domènech (1931-1933)
Secretari del Cercle Reformista de Barcelona en la segona dècada del segle xx, va ser president en una època molt convulsa, entre el mes de gener de 1931 i el 15 de juliol de 1933. Abans d'arribar al càrrec de president va ser el secretari general de la federació, i també va presidir el Club d'Escacs Golmayo de Barcelona i va ser vocal de la Penya Blanc i Negre.

### Antoni Santasusagna Boniquet(1933-1934)
Com a directiu de club, va ser vicepresident de la Penya Blanc i Negre, tresorer del Club Iberia i secretari de la Penya d'Escacs de la Unió Socialista de Catalunya. A principis de 1933, va ser elegit vicepresident de la federació i el 20 de juliol del mateix any va accedir a la presidència. Durant el seu mandat es va dedicar especialment a fomentar els escacs entre els més joves, organitzant nombroses competicions infantils, i poc després de deixar la presidència va tornar a la federació com a tresorer sota la presidència de Joaquim Bosacoma i Carles Farsac.

### Francesc Armengol i Burgués(1934)
Soci des de 1923 del Club Escacs Barcelona, del qual va arribar a ser vicepresident. Va presidir la federació durant poc més de vuit mesos, entre el 27 de gener i l'1 de setembre de 1934. Després de deixar el càrrec, el 1935 va escriure el llibre El Club d'Escacs Barcelona vist per mi, que recollia la història d'aquest club i de l'inici dels escacs a Catalunya. El 1940 va tornar a la federació com a vicepresident.

### Joaquim Bosacoma i Prat (1934-1936)
Vocal de la primera junta directiva del l'Escacs Comtal Club de Barcelona quan aquest es va fundar sota el nom de Club Condal el 1923, i posteriorment president a partir de 1927, va entrar a la junta directiva de la federació sota la presidència d'Antoni Santasusagna i de la qual va ocupar la vicepresidència abans de ser elegit president. Durant el seu mandat, l'any 1935 va venir a Barcelona el rus Aleksandr Alekhin, poc després de proclamar-se campió del món, a jugar una sèrie de simultànies a Catalunya. I en la seva memòria, el 1962 l'Escacs Comtal Club va crear el Trofeu Joaquim Bosacoma de partides ràpides per equips, que va reunir durant molts anys els millors clubs de categoria preferent de la província de Barcelona.

### Carles Farsac i Maifrén (1936-1938)
Va ser el president entre juliol de 1936 i finals de 1938, quan en plena Guerra Civil aquesta va cessar la seva activitat oficial. Duran el seu mandat un dels seus objectius va ser el de modernitzar els estatuts i donar més protagonisme esportiu a les comarques.

### Carles Peig i Fabregat (1939-1941)
Vocal de la secció de tennis del Salut Sport Club durant els anys 20, va ser nomenat delegat provisional de la federació pel Comitè Olímpic Espanyol a finals d'abril de 1939, i el mes de març de 1940 va ser confirmat com a president pel màxim responsable de la Federació Espanyola, Manuel Fernández Balbuena. Durant el seu mandat va centrar la seva tasca en la recuperació de l'activitat dels clubs, encaminada a engegar les competicions que havien quedat aturades per la Guerra Civil.

### Joaquim Peco i Doranas (1941-1942)
Jugador i delegat de la federació a la demarcació de Girona a principis dels anys trenta, va ser el president entre el mes de novembre de 1941 i el mes de juny de 1942. Durant el seu mandat, el 1942 es va tornar a celebrar, després de set anys, el campionat d'Espanya organitzant una de les semifinals.

### Joan Piqué i Garcés (1942-1945)
President des del mes de setembre de 1939 de la Unió Escaquista de Gràcia, i des de desembre de 1940, de la Unió Gracienca d'Escacs, va presidir la federació entre juliol de 1942 i desembre de 1945. Durant el seu mandat, el 1943 es va recuperar el Campionat de Catalunya individual, que no se celebrava des de 1935 i el 1945, el campionat per equips. El mes de maig de 1944 els escacs catalans van assolir un èxit important quan Antoni Medina es va proclamar per primera vegada campió d'Espanya a Madrid derrotant a la final el també català Rafael Llorens.

### Ramon Fabregat i Terrats (1945-1951)
Fundador del Club Rubinstein de Santa Coloma de Gramenet l'any 1927, va ocupar la presidència entre el desembre de 1945 i el febrer de 1951. Abans de ser nomenat per al càrrec, ja havia estat vicesecretari i secretari de la junta directiva entre 1932 i 1933 i, a partir de 1942, vicepresident amb Joan Piqué. Poc després d'arribar a la presidència, va descentralitzar la federació creant delegacions provincials, i durant el seu mandat els escaquistes catalans van obtenir èxits importants com els tres campionats d'Espanya guanyats per Antoni Medina i els dos primers títols femenins que van conquerir Glòria Velat i Sofia Ruiz.

### Vicenç Almirall i Castells(1951-1958)
Durant l'època que va viure a Madrid va ser campió de Castella i secretari del Madrid Ajedrez Club. Després de la Guerra Civil va tornar a Barcelona, on va seguir jugant i va fer de jutge fins que al principi de 1951 va ser nomenat president de la federació a fins al 1958. Després de deixar el càrrec, va ser durant un temps seleccionador nacional d'escacs.

### Ricard Oller i Maliol (1958-1964)
Jugador del Club Escacs Barcelona durant la seva joventut, va entrar a la junta directiva del club primer com a tresorer i el 1953 va arribar al càrrec de president. El mes d'agost de 1956 va ocupar la vicepresidència de la federació i principi de 1958 va substituir Vicenç Almirall com a president.

### Joaquim Muntaner i Puig (1964-1974)
Jugador d'escacs, va ingressar a la federació l'any 1954 com a comptador de la junta directiva que presidia Vicenç Almirall, i va ser nomenat vicepresident el 1958 sota la presidència de Ricard Oller. El 1969, nou anys després de substituir Oller com a president, va ser reelegit pels clubs catalans en unes eleccions i la Delegación Nacional de Educación Física y Deportes el va confirmar en el càrrec fins a l'any 1974, quan va haver de cessar per raons d'edat. Durant el seu mandat, es va organitzar un Mundial Juvenil a Barcelona (1965), un Torneig Zonal femení a Arenys de Mar (1966), una eliminatòria de la Copa d'Europa per equips a Barcelona (1967), en la qual la selecció espanyola va obtenir el primer lloc i es va classificar per a la final, Reus va acollir un Campionat d'Espanya individual (1968), Arenys de Mar, dos de femenins (1965 i 1967), i a Catalunya van sorgir torneigs internacionals de prestigi a Olot, Berga, l'Hospitalet de Llobregat i Sant Feliu de Guíxols.

### Pere Casajuana i Figuls (1974-1978)
Històric president de la Unió Gracienca d'Escacs (UGA), va presidir la federació de 1974 al 1978. El 1967 i 1969 va ser vocal de la federació, càrrec que va deixar quan va ser elegit president de la Unió Gracienca, la qual va presidir en dues èpoques i que va convertir en un dels clubs més potents de Catalunya i de tot l'Estat espanyol. Va ocupar el càrrec de president de la federació el 1974 i durant el seu mandat va celebrar el seu cinquantè aniversari amb un dels actes més importants, el Torneig Zonal per al Campionat del Món que es va celebrar a Barcelona. El mes de maig de 1976, l'aleshores soviètic Anatoli Karpov, vigent campió del món, va venir per primera vegada a Barcelona per rebre l'Oscar dels escacs que li va concedir l'Associació Internacional de Periodistes d'Escacs (AIPE). Durant el seu mandat, també va portar el Gran Mestre Internacional iugoslau Dražen Marović per entrenar els millors jugadors joves de Catalunya, va instaurar la Festa Catalana dels Escacs i a partir del mes de juny de 1976 va aparèixer, per primera vegada en català, el Butlletí de la Federació Catalana d'Escacs. El 1977 va ser elegit vicepresident de la junta directiva de la Federació Espanyola i un cop acabada la seva etapa federativa, va tornar a ser elegit president de la UGA.

### Joan Segura i Vila(1978-1987)
Com a jugador va ser campió de Vic (1948), va guanyar el Campionat de Catalunya per equips amb el Club d'Escacs Paluzié (1960) i també el Torneig Internacional de Santa Coloma de Queralt (1965). Tanmateix, va ser en el terreny directiu en el qual més va destacar. Primer com a president del Club Escacs Vic durant sis anys, i després de la Federació Catalana, també va ser vicepresident de l'Espanyola. Durant el seu mandat, la Federació Catalana va adquirir entitat jurídica pròpia, va adaptar els seus estatuts a la nova normativa de la Generalitat de Catalunya. Es va crear el Circuit Català d'Escacs - Copa Generalitat de Catalunya, i es va accentuar la tasca de promoció a les escoles i entre les persones de la tercera edat i es van intensificar els encontres internacionals de la selecció catalana.

### Lluís Bohigas i Santasusagna(1987-1991)
Es va iniciar en els escacs al Catalònia de Manresa i va destacar com a jugador en categoria juvenil. Va seguir jugant a un bon nivell competitiu abans d'arribar a la presidència de la federació. Durant la seva etapa el Saló del Tinell de Barcelona va acollir del 29 de març al 21 d'abril de 1989 un torneig internacional que formava part de la Copa del Món de la GMA en el qual van intervenir disset jugadors, tretze dels quals tenien 2.600 punts d'Elo o més, entre ells, Garri Kaspàrov, Borís Spasski i Víktor Kortxnoi.

### Josep Flores i Vallcorba(1991-2003)
Jugador, monitor, àrbitre i president en dues etapes del Club Escacs Terrassa, va arribar al càrrec de president el 4 de maig de 1991, quan ja feia vuit anys que era secretari general en el segon mandat de Joan Segura (de 1984 a 1987) i després va ser vicepresident amb Lluís Bohigas (de 1987 a 1991). També va formar part del consell directiu de la Federació Espanyola. Durant la seva etapa de president, el 1996 es va fer un pas important en la seva modernització incorporant el sistema d'avaluació Elo per a tots els seus jugadors federats, i l'any 2000 va celebrar el seu setanta-cinquè aniversari organitzant un Campionat de Catalunya especial a les Cotxeres de Sants de Barcelona, el Campionat d'Espanya per equips també a Barcelona, l'individual a Manresa i un Catalunya-França a Caldes de Malavella. Sis mesos després d'aquest encontre internacional, el mes de març de 2001, es va entrevistar amb els dirigents de la Federació Internacional d'Escacs (FIDE) a Lausana per demanar el reingrés de la Federació Catalana a la FIDE, a la qual havia estat afiliada des de 1925 fins a 1928.

### Antoni Ayza i Casamitjana(2003-2017)
Les seves primeres passes esportives les va donar com a jugador de waterpolo, esport en el qual va arribar a jugar amb la selecció espanyola júnior i després com a àrbitre. I no va ser fins que va arribar a adult que va entrar al Club Escacs Barceloneta. Sota la seva presidència s'ha creat el Circuit Català d'Oberts Internacionals, que consta de prop d'una trentena de torneigs que es disputen entre els mesos de maig i setembre, el Magistral Ciutat de Barcelona o el Quatre Nacions, s'han reforçat els programes de tecnificació i es retransmeten per Internet la majoria de les competicions que se celebren a Catalunya. S'ha editat Butlletí d'Escacs Digital. Des del 2003 és membre de la junta directiva de la Federació Espanyola i és el delegat espanyol a la Federació Internacional (FIDE).

### Josep C. Viñas Racionero (2017-)
Conegut com a Pepo Viñas, és advocat de professió a Barcelona. Va ser Secretari General de la Federació Catalana d'Escacs durant 14 anys en el mandat de l'Antoni Ayza. Federat des del 1981, ha jugat ininterrompudament tots els campionats de Catalunya per equips des d'aleshores. La seva candidatura va ser avalada per 72 clubs.